# Zentralblatt für Jugendrecht
Das Zentralblatt für Jugendrecht war eine deutsche juristische Fachzeitschrift für das Familienrecht.

## Geschichte
Die Zeitschrift erschien ab 1909 monatlich im Heymanns-Verlag unter dem Titel Zentralblatt für Vormundschaftswesen, Jugendgerichte und Fürsorgeerziehung (Erscheinungsverlauf 1.1909/10 - 15.1923/24).
Die Zeitschriften Die Jugendfürsorge und Deutsche Jugendgerichtsarbeit gingen in ihr auf. Im Jahre 1924 erfolgte die Umbenennung in Zentralblatt für Jugendrecht und Jugendwohlfahrt: Organ des Deutschen Instituts für Vormundschaftswesen. (Erscheinungsverlauf 16.1924/25 - 36.1944/1945; 37.1950 - 70.1983). Zwischen 1945 und 1949 erschienen keine Ausgaben.
Von 1984 bis 2005 wurde sie als Zentralblatt für Jugendrecht (ZfJ) vom Deutschen Institut für Vormundschaftswesen, Heidelberg, herausgegeben (Erscheinungsverlauf 71.1984 – 92.2005).
Im Jahre 2006 erfolgte ein Herausgeberwechsel und die Zusammenlegung mit der Zeitschrift Kindschaftsrechtliche Praxis. Nachfolger ist die Zeitschrift für Kindschaftsrecht und Jugendhilfe im Bundesanzeiger Verlag (Erscheinungsweise: ab 1.2006).